# 2012-es atlétikai Európa-bajnokság
A 2012-es atlétikai Európa-bajnokságot Finnország fővárosában, Helsinkiben, az Olimpiai Stadionban rendezték június 27. és július 1. között. A férfiaknál és a nőknél is 21–21 versenyszám volt. Nem volt maratonfutás, valamint gyaloglás.

## Naptár
| E | Előfutamok | S | Selejtezők | ½ | Elődöntők | D | Döntő |

| Dátum →         | 27  | 27  | 28  | 28  | 29  | 29  | 30  | 30  | 1   | 1   |
| Verseny ↓       | De. | Du. | De. | Du. | De. | Du. | De. | Du. | Du. | Du. |
| --------------- | --- | --- | --- | --- | --- | --- | --- | --- | --- | --- |
| 100 m           | E   | ½   |     | D   |     |     |     |     |     |     |
| 200 m           |     |     |     |     | E   | ½   |     | D   |     |     |
| 400 m           | E   |     |     | ½   |     | D   |     |     |     |     |
| 800 m           | E   |     |     | ½   |     | D   |     |     |     |     |
| 1500 m          |     |     |     |     |     |     | E   |     | D   | D   |
| 5000 m          |     | D   |     |     |     |     |     |     |     |     |
| 10 000 m        |     |     |     |     |     |     |     | D   |     |     |
| 110 m gát       |     |     |     |     |     |     | E   |     | ½   | D   |
| 400 m gát       | E   |     | ½   |     |     | D   |     |     |     |     |
| 3000 m akadály  |     | E   |     |     |     | D   |     |     |     |     |
| 4 × 100 m váltó |     |     |     |     |     |     | E   |     | D   | D   |
| 4 × 400 m váltó |     |     |     |     |     |     |     | E   | D   | D   |
| Távolugrás      |     |     |     |     | S   |     |     |     | D   | D   |
| Hármasugrás     |     |     | S   |     |     |     |     | D   |     |     |
| Magasugrás      |     | S   |     |     |     | D   |     |     |     |     |
| Rúdugrás        |     |     |     |     |     |     | S   |     | D   | D   |
| Súlylökés       | S   |     |     |     |     | D   |     |     |     |     |
| Diszkoszvetés   |     |     |     |     | S   |     |     | D   |     |     |
| Kalapácsvetés   |     |     | S   |     |     |     |     | D   |     |     |
| Gerelyhajítás   |     | S   |     | D   |     |     |     |     |     |     |
| Tízpróba        | D   | D   | D   | D   |     |     |     |     |     |     |

| Dátum →        | 27  | 27  | 28  | 28  | 29  | 29  | 30  | 30  | 30  | 1   |
| Verseny ↓      | De. | Du. | De. | Du. | De. | Du. | De. | Du. | Du. | Du. |
| -------------- | --- | --- | --- | --- | --- | --- | --- | --- | --- | --- |
| 100 m          | E   | ½   |     | D   |     |     |     |     |     |     |
| 200 m          |     |     |     |     | E   | ½   |     | D   | D   |     |
| 400 m          |     | E   |     | ½   |     | D   |     |     |     |     |
| 800 m          | E   |     |     | ½   |     | D   |     |     |     |     |
| 1500 m         |     |     |     |     |     |     | E   |     |     | D   |
| 5000 m         |     |     |     | D   |     |     |     |     |     |     |
| 10 000 m       |     |     |     |     |     |     |     |     |     | D   |
| 100 m gát      |     |     |     |     | E   |     |     | ½   | D   |     |
| 400 m gát      | E   |     | ½   |     |     | D   |     |     |     |     |
| 3000 m akadály |     |     | E   |     |     |     |     | D   | D   |     |
| 4x100 m váltó  |     |     |     |     |     |     | E   |     |     | D   |
| 4x400 m váltó  |     |     |     |     |     |     |     | E   | E   | D   |
| Távolugrás     | S   |     |     | D   |     |     |     |     |     |     |
| Hármasugrás    | S   |     |     |     |     | D   |     |     |     |     |
| Magasugrás     | S   |     |     | D   |     |     |     |     |     |     |
| Rúdugrás       |     |     | S   |     |     |     |     | D   | D   |     |
| Súlylökés      |     |     | S   |     |     | D   |     |     |     |     |
| Diszkoszvetés  |     |     |     |     |     |     | S   |     |     | D   |
| Kalapácsvetés  |     |     |     |     | S   |     |     |     |     | D   |
| Gerelyhajítás  | S   |     |     |     |     | D   |     |     |     |     |
| Hétpróba       |     |     |     |     | D   | D   | D   | D   | D   |     |

## A magyar sportolók eredményei
Magyarország az Európa-bajnokságon 20 sportolóval képviseltette magát.
Érmesek
| Érem  | Versenyző         | Versenyszám          | Dátum      |
| ----- | ----------------- | -------------------- | ---------- |
| Arany | Pars Krisztián    | Férfi kalapácsvetés  | június 30. |
| Ezüst | Deák Nagy Marcell | Férfi 400 m síkfutás | június 29. |

## Éremtáblázat
(A táblázatban a rendező nemzet és Magyarország eltérő háttérszínnel kiemelve.)
| Helyezés | Nemzet           | Arany | Ezüst | Bronz | Összesen |
| 1.       | Németország      | 6     | 6     | 4     | 16       |
| 2.       | Franciaország    | 5     | 4     | 5     | 14       |
| 3.       | Ukrajna          | 4     | 7     | 6     | 17       |
| 4.       | Törökország      | 4     | 2     | 1     | 7        |
| 5.       | Nagy-Britannia   | 4     | 2     | 1     | 7        |
| 6.       | Oroszország      | 3     | 5     | 6     | 14       |
| 7.       | Csehország       | 3     | 1     | 1     | 5        |
| 8.       | Hollandia        | 2     | 3     | 1     | 6        |
| 9.       | Norvégia         | 1     | 1     | 2     | 4        |
| 10.      | Spanyolország    | 1     | 1     | 2     | 4        |
| 11.      | Olaszország      | 1     | 1     | 1     | 3        |
| 12.      | Portugália       | 1     | 1     | 1     | 3        |
| 13.      | Magyarország     | 1     | 1     | 0     | 2        |
| 14.      | Lengyelország    | 1     | 0     | 3     | 4        |
| 15.      | Svédország       | 1     | 0     | 2     | 3        |
| 16.      | Belgium          | 1     | 0     | 0     | 1        |
| 17.      | Bulgária         | 1     | 0     | 0     | 1        |
| 18.      | Horvátország     | 1     | 0     | 0     | 1        |
| 19.      | Fehéroroszország | 0     | 2     | 3     | 5        |
| 20.      | Litvánia         | 0     | 1     | 1     | 2        |
| 21.      | Szerbia          | 0     | 1     | 1     | 2        |
| 22.      | Dánia            | 0     | 1     | 0     | 1        |
| 23.      | Észtország       | 0     | 1     | 0     | 1        |
| 24.      | Szlovákia        | 0     | 1     | 0     | 1        |
| 25.      | Finnország       | 0     | 0     | 1     | 1        |
| 26.      | Görögország      | 0     | 0     | 1     | 1        |
| 27.      | Lettország       | 0     | 0     | 1     | 1        |
|          | Összesen         | 42    | 42    | 44    | 128      |

## Érmesek
- WR – világrekord
- CR – Európa-bajnoki rekord
- AR – kontinens rekord
- NR – országos rekord
- PB – egyéni rekord
- WL – az adott évben aktuálisan a világ legjobb eredménye
- SB – az adott évben aktuálisan az egyéni legjobb eredmény

### Férfi
| Versenyszám            | Arany                                                                                  | Arany            | Ezüst                                                                             | Ezüst      | Bronz                                                                                            | Bronz        |
| ---------------------- | -------------------------------------------------------------------------------------- | ---------------- | --------------------------------------------------------------------------------- | ---------- | ------------------------------------------------------------------------------------------------ | ------------ |
| 100 m Döntő:           | Christophe Lemaitre · Franciaország                                                    | 10,09            | Jimmy Vicaut · Franciaország                                                      | 10,12 SB   | Jaysuma Saidy Ndura · Norvégia                                                                   | 10,17        |
| 200 m Döntő:           | Churandy Martina · Hollandia                                                           | 20,42            | Patrick van Luijk · Hollandia                                                     | 20,87      | Daniel Talbot · Nagy-Britannia                                                                   | 20,95        |
| 400 m Döntő:           | Pavel Maslák · Csehország                                                              | 45,24            | Deák Nagy Marcell · Magyarország                                                  | 45,52 SB   | Yannick Fonsat · Franciaország                                                                   | 45,82        |
| 800 m Döntő:           | Jurij Borzakovszkij · Oroszország                                                      | 1:48,61          | Andreas Bube · Dánia                                                              | 1:48,69    | Pierre Ambroise Bosse · Franciaország                                                            | 1:48,83      |
| 1500 m Döntő:          | Henrik Ingebrigtsen · Norvégia                                                         | 3:46,20          | Florian Carvalho · Franciaország                                                  | 3:46,33    | David Bustos · Spanyolország                                                                     | 3:46,45      |
| 5000 m Döntő:          | Mo Farah · Nagy-Britannia                                                              | 13:29,91         | Arne Gabius · Németország                                                         | 13:31,83   | Polat Kemboi Arıkan · Törökország                                                                | 13:32,63     |
| 10 000 m Döntő:        | Polat Kemboi Arıkan · Törökország                                                      | 28:22,27         | Daniele Meucci · Oroszország                                                      | 28:22,73   | Yevgeniy Rybakov · Oroszország                                                                   | 28:22,95 SB  |
| 110 m gát Döntő:       | Sergey Shubenkov · Oroszország                                                         | 13,16            | Garfield Darien · Franciaország                                                   | 13,20      | Artur Noga · Lengyelország                                                                       | 13,27 NR     |
| 400 m gát Döntő:       | Rhys Williams · Nagy-Britannia                                                         | 49,33 SB         | Emir Bekrić · Szerbia                                                             | 49,49      | Sztaniszlav Melnikov · Ukrajna                                                                   | 49,69        |
| 3000 m akadály Döntő:  | Mahiedine Mekhissi-Benabbad · Franciaország                                            | 8:33,23          | Tarik Langat Akdag · Törökország                                                  | 8:35,24    | Víctor García · Spanyolország                                                                    | 8:35,87      |
| 4 × 100 m váltó Döntő: | Hollandia · Brian Mariano · Churandy Martina · Giovanni Codrington · Patrick van Luijk | 38,34 EL, NR     | Németország · Julian Reus · Tobias Unger · Alexander Kosenkow · Lucas Jakubczyk   | 38,44      | Franciaország · Ronald Pognon · Christophe Lemaitre · Pierre-Alexis Pessonneaux · Emmanuel Biron | 38,46        |
| 4 × 400 m váltó Döntő: | Belgium · Antoine Gillet · Jonathan Borlée · Jente Bouckaert · Kévin Borlée            | 3:01,09 EL       | Egyesült Királyság · Nigel Levine · Conrad Williams · Robert Tobin · Richard Buck | 3:01,56    | Németország · Jonas Plass · Kamghe Gaba · Eric Krüger · Thomas Schneider                         | 3:01,77      |
| magasugrás Döntő:      | Robbie Grabarz · Nagy-Britannia                                                        | 231 cm           | Raivydas Stanys · Litvánia                                                        | 231 cm PB  | Mickaël Hanany · Franciaország                                                                   | 228 cm       |
| Rúdugrás Döntő:        | Renaud Lavillenie · Franciaország                                                      | 597 cm WL        | Björn Otto · Németország                                                          | 592 cm PB  | Raphael Holzdeppe · Németország                                                                  | 577 cm =SB   |
| Távolugrás Döntő:      | Sebastian Bayer · Németország                                                          | 834 cm SB        | Luis Méliz · Spanyolország                                                        | 821 cm SB  | Michel Tornéus · Svédország                                                                      | 817 cm SB    |
| Hármasugrás Döntő:     | Fabrizio Donato · Olaszország                                                          | 17,63 m          | Sheryf El-Sheryf · Ukrajna                                                        | 17,28 m    | Aliaksei Tsapik · Fehéroroszország                                                               | 16,97 m      |
| Súlylökés Döntő:       | David Storl · Németország                                                              | 21,58 m SB       | Rutger Smith · Hollandia                                                          | 20,55 m SB | Asmir Kolašinac · Szerbia                                                                        | 20,36 m      |
| Diszkoszvetés Döntő:   | Robert Harting · Németország                                                           | 68,30 m          | Gerd Kanter · Észtország                                                          | 66,53 m    | Kővágó Zoltán · Magyarország                                                                     | 66,42 m      |
| Kalapácsvetés Döntő:   | Pars Krisztián · Magyarország                                                          | 79,72 m          | Aleksey Zagornyi · Oroszország                                                    | 77,40 m    | Szymon Ziółkowski · Lengyelország                                                                | 76,67 m      |
| Gerelyhajítás Döntő:   | Vítězslav Veselý · Csehország                                                          | 83,72 m          | Valerij Jordan · Oroszország                                                      | 83,23 m PB | Ari Mannio · Finnország                                                                          | 82,63 m      |
| Tízpróba Versenyek:    | Pascal Behrenbruch · Németország                                                       | 8558 pont EL, PB | Olekszij Kaszjanov · Ukrajna                                                      | 8321 pont  | Ilja Skurenyov · Oroszország                                                                     | 8219 pont PB |

### Női
| Versenyszám            | Arany                                                                                | Arany        | Ezüst                                                                              | Ezüst      | Bronz                                                                                | Bronz        |
| ---------------------- | ------------------------------------------------------------------------------------ | ------------ | ---------------------------------------------------------------------------------- | ---------- | ------------------------------------------------------------------------------------ | ------------ |
| 100 m Döntő:           | Ivet Lalova · Bulgária                                                               | 11,28        | Olejsza Povh · Ukrajna                                                             | 11,32      | Lina Grinčikaitė · Litvánia                                                          | 11,32 SB     |
| 200 m Döntő:           | Marija Rjemjeny · Ukrajna                                                            | 23,05        | Hrystyna Stuy · Ukrajna                                                            | 23,17      | Myriam Soumaré · Franciaország                                                       | 23,17        |
| 400 m Döntő:           | Moa Hjelmer · Svédország                                                             | 51,13 NR     | Kseniya Zadorina · Oroszország                                                     | 51,26 SB   | Ilona Usovich · Fehéroroszország                                                     | 51,94        |
| 800 m Döntő:           | Yelena Arzhakova · Oroszország                                                       | 1:58,51      | Lynsey Sharp · Nagy-Britannia                                                      | 2:00,52 PB | Irina Maracheva · Oroszország                                                        | 2:00,66      |
| 1500 m Döntő:          | Aslı Çakır Alptekin · Törökország                                                    | 4:05,31      | Gamze Bulut · Törökország                                                          | 4:06,04    | Anna Mishchenko · Ukrajna                                                            | 4:07,74      |
| 5000 m Döntő:          | Olga Golovkina · Oroszország                                                         | 15:11,70     | Ljudmila Kovalenko · Ukrajna                                                       | 15:12,03   | Sara Moreira · Portugália                                                            | 15:12,05     |
| 10 000 m Döntő:        | Ana Dulce Félix · Portugália                                                         | 31:44,75     | Joanne Pavey · Nagy-Britannia                                                      | 31:49,03   | Olha Skrypak · Ukrajna                                                               | 31:51,32     |
| 100 m gát Döntő:       | Nevin Yanıt · Törökország                                                            | 12,81        | Alina Talay · Fehéroroszország                                                     | 12,91      | Katsiaryna Paplauskaya · Fehéroroszország                                            | 12,97        |
| 400 m gát Döntő:       |                                                                                      |              | Denisa Rosolová · Csehország                                                       | 54,24 PB   | Hanna Yaroshchuk · Ukrajna                                                           | 54,35 PB     |
| 3000 m akadály Döntő:  | Gülcan Mıngır · Törökország                                                          | 9:32,96      | Svitlana Shmidt · Ukrajna                                                          | 9:33,03    | Antje Möldner-Schmidt · Németország                                                  | 9:36,37      |
| 4 × 100 m váltó Döntő: | Németország · Leena Günther · Anne Cibis · Tatjana Lofamakanda Pinto · Verena Sailer | 42,51 EL     | Hollandia · Kadene Vassell · Dafne Schippers · Eva Lubbers · Jamile Samuel         | 42,80 NR   | Lengyelország · Marika Popowicz · Daria Korczyńska · Marta Jeschke · Ewelina Ptak    | 43,06        |
| 4 × 400 m váltó Döntő: | Ukrajna · Yuilya Olishevska · Olha Zemlyak · Nataliya Pyhyda · Alina Lohvynenko      | 3:25,07 EL   | Franciaország · Phara Anacharsis · Lenora Guion Firmin · Marie Gayot · Floria Guei | 3:25,49    | Csehország · Zuzana Hejnová · Zuzana Bergrová · Jitka Bartoničková · Denisa Rosolová | 3:26,02      |
| Magasugrás Döntő:      | Ruth Beitia · Spanyolország                                                          | 197 cm =SB   | Tonje Angelsen · Norvégia                                                          | 197 cm PB  | Irina Gordeeva · Ukrajna                                                             | 192 cm       |
| Rúdugrás Döntő:        | Jiřina Ptáčníková · Csehország                                                       | 460 cm       | Martina Strutz · Németország                                                       | 460 cm SB  | Nikoleta Kyriakopoulou · Görögország                                                 | 460 cm =SB   |
| Távolugrás Döntő:      | Éloyse Lesueur · Franciaország                                                       | 681 cm SB    | Volha Szudarava · Fehéroroszország                                                 | 674 cm     | Margrethe Renstrøm · Norvégia                                                        | 667 cm       |
| Hármasugrás Döntő:     | Olha Saladuha · Ukrajna                                                              | 14,99 m WL   | Patrícia Mamona · Portugália                                                       | 14,52 m NR | Yana Borodina · Oroszország                                                          | 14,36 m      |
| Súlylökés Döntő:       | Nadine Kleinert · Németország                                                        | 19,18 m      | Irina Tarasova · Oroszország                                                       | 18,91 m    | Chiara Rosa · Olaszország                                                            | 18,47 m      |
| Diszkoszvetés Döntő:   | Sandra Perković · Horvátország                                                       | 67,62 m      | Nadine Müller · Németország                                                        | 65,41 m    | Natalya Semenova · Ukrajna                                                           | 62,91 m      |
| Kalapácsvetés Döntő:   | Anita Włodarczyk · Lengyelország                                                     | 74,29 m      | Martina Hrašnová · Szlovákia                                                       | 73,34 m SB | Anna Bulgakova · Oroszország                                                         | 71,47 m      |
| Gerelyhajítás Döntő:   | Vira Rebryk · Ukrajna                                                                | 66,86 m NR   | Christina Obergföll · Németország                                                  | 65,12 m    | Linda Stahl · Németország                                                            | 63,69 m      |
| Hétpróba Versenyek:    | Antoinette Nana Djimou Ida · Franciaország                                           | 6544 pont PB | Lyudmyla Yosypenko · Ukrajna                                                       | 6387 pont  | Laura Ikauniece · Lettország                                                         | 6335 pont PB |

A női 400 méteres gátfutásban eredetileg győztes orosz Irina Davidovát (53,77) 2022-ben megfosztották aranyérmétől, miután a 2012 és 2015 között levett vérmintáinak újraelemzése doppingszer használatát mutatta ki.

## jegyzetek
1. ↑  Atlétika: csaknem tíz évvel győzelme után elvették a gátfutó Eb-aranyát. www.nemzetisport.hu (2022. február 8.)  (Hozzáférés: 2022. február 8.)